# Robiola
La robiola è un formaggio italiano a pasta molle, solitamente a breve stagionatura, prodotto in diverse aree dell'Italia settentrionale fra cui Langhe, Bresciano e Valsassina: può essere a base di latte vaccino, caprino, pecorino e misto. Oltre che in Italia, è piuttosto diffuso anche nel Canton Ticino, in Svizzera.

## Etimologia
Secondo alcune fonti, la robiola prende il nome da Robbio, comune italiano in provincia di Pavia, dove già nel XVI secolo veniva prodotto. Un'altra etimologia vorrebbe che robiola derivi da rubrum per via della colorazione rossastra che assume spesso la crosta di questo formaggio. Secondo un'altra versione, la robiola prenderebbe il nome da "robbia", una pianta da cui si ricava un pigmento rosso che ricorderebbe la colorazione della parte esterna del latticino.